# RPGタイム!〜ライトの伝説〜
『RPGタイム!〜ライトの伝説〜』（アールピージータイム!ライトのでんせつ、英題：RPG Time: The Legend of Wright）は、デスクワークスが開発しアニプレックスより発売されたゲームソフト。
2022年3月10日にXbox Series X/S・Xbox One・Microsoftストア版の配信を開始。同年8月18日にNintendo Switch/PlayStation 4版、同年9月13日にSteam版が配信された。
また同年10月13日には、Nintendo Switchでパッケージ版が発売された。

## 概要
インディーゲームクリエイターの藤井トムと南場ナムによって設立されたデスクワークス初のオリジナルタイトル。
内容は、小学生のケンタくんがノートに鉛筆で描いたアナログRPG「ライトの伝説」を、同級生であるプレイヤーが放課後の学校の教室で体験するというもの。物語は勇者と姫と魔王の冒険譚で、200ページほどにわたるノートをめくりながらケンタくんのナレーションとともに進めていく構成になっている。RPGと謳ってはいるが、途中ではシューティングゲームや謎解きアドベンチャーゲーム、迷路、ボクシングゲームなど多様なジャンルのゲームも挿入される。
クリエイターを目指す少年の手作りRPGというテーマや鉛筆画、ダンボールを用いた表現方法、ギミックのオリジナリティといったユニークさは2018年の発表時から注目を集め、後述のように国内外で数々の賞を受賞している。
東京ゲームショウ2022のアニプレックスブースでは、本作の舞台となる教室の様子が再現された。

## 開発
本作の内容は、HAL大阪に在学中だった藤井を含む数人が卒業制作として開発したRPG『バトルクエスト』がもとになっており、2006年の東京ゲームショウではアマチュアゲーム部門の大賞を受賞している。ただ、そのソフトは開発期間の短さから15分程度で終わるものになってしまったため、これを悔やむ開発メンバーたちと「いつか完成させて世に出そう」と約束しそれぞれがゲーム会社に就職した。その後藤井は会社内の企画コンペや上司への直談判、さらには新規タイトルを作りやすい会社への転職も試みたがうまくいかず、学生時代のゲームを世に出すことの難しさを痛感し諦めかけていた。そうした中、Unityなどのゲームエンジンの登場によりプロ並みのゲームを作る個人のゲーム開発者が現れインディーゲームの展示イベントも開催されるようになった。こうした状況から、ゲーム会社を通さなくても自分たちだけで作れるのではないかと思い至り、開発が再開された。
ノートのグラフィックは全て南場による手書きで、当初は鉛筆を使用していたが作業効率を考慮し途中からデジタルのペンに変更した。また、本作は当初iPad専用のゲームとして制作していたが2017年のNintendo Switchの発売をきっかけに画面比率を4:3から16:9に変更し、これによりノートの中の世界だけではなくケンタくんがいる教室の3D空間の世界に派生するようにアイデアの方向性が変化した。
当初は2年間で完成させる予定だったが、結果的に完成までに9年が費やされた。開発は学生時代の恩師が経営する会社の一角を借りて行われ、2018年5月のBitSummitで初披露、2019年のE3ではマイクロソフトのカンファレンス内で2020年発売予定と発表された。一方、2018年頃から様々なパブリッシャーから声掛けを受けていたものの、自分たちでパブリッシングすると腹を決め2019年から2020年にかけて全て断っていたが、開発の長期化により開発をしながら販売戦略や宣伝活動に携わることが困難となり再びパブリッシャーの必要性に迫られた中、アニプレックスから声掛けされてパブリッシングの担当が決まり制作に集中できるようになった。2021年の東京ゲームショウでは完成版に近いバージョンが出展され、併せて、沢城みゆきがナレーションを担当するPVがアニプレックスより公開された。

## 受賞
| 年   | 賞                                                              | 部門                                | 結果       | 出典   |
| ---- | --------------------------------------------------------------- | ----------------------------------- | ---------- | ------ |
| 2018 | センス・オブ・ワンダーナイト 2018                               | Best Audience Award                 | 受賞       | [ 9 ]  |
| 2018 | センス・オブ・ワンダーナイト 2018                               | Best Art Award                      | 受賞       | [ 9 ]  |
| 2018 | センス・オブ・ワンダーナイト 2018                               | Best Presentation Award             | 受賞       | [ 9 ]  |
| 2018 | 東京ゲームショウ2018メディアアワード                            | ファミ通インディー部門              | 大賞       | [ 10 ] |
| 2018 | 東京ゲームショウ2018メディアアワード                            | ゲームの電撃 インディゲームアワード | 大賞       | [ 11 ] |
| 2018 | 東京ゲームショウ2018メディアアワード                            | 4Gamer インディーズ部門             | 大賞       | [ 12 ] |
| 2018 | 厦門国際アニメマンガフェスティバル 『創造未来』ゲームコンテスト | 最優秀ゲーム                        | 金賞       | [ 13 ] |
| 2019 | 台北ゲームショウ                                                | グランプリ                          | 受賞       | [ 14 ] |
| 2019 | 台北ゲームショウ                                                | Best Innovation                     | 受賞       | [ 14 ] |
| 2019 | 台北ゲームショウ                                                | Best Mobile Game                    | 受賞       | [ 14 ] |
| 2019 | TOKYO SANDBOX                                                   | ベストゲーム賞                      | 受賞       | [ 15 ] |
| 2019 | BitSummit 7 Spirits                                             | ファミ通.com賞                      | 受賞       | [ 16 ] |
| 2019 | BitSummit 7 Spirits                                             | 朱色賞（バーミリオンゲート賞）      | 受賞       | [ 16 ] |
| 2022 | INDIE Live Expo Awards 2022                                     | ローカル文化賞                      | ノミネート | [ 17 ] |
| 2023 | 第25回 IGF Awards                                               | 最優秀ビジュアルアート賞            | 受賞       | [ 18 ] |
| 2023 | 日本ゲーム大賞2023                                              | ゲームデザイナーズ大賞              | 受賞       | [ 19 ] |